# Koshi guruma
Koshi Guruma (腰車), é um dos 40 Nage waza originais de Judo como desenvolvido por Jigoro Kano. Pertence ao segundo grupo, Dai nikyo, da lista de projeções tradicionais, Gokyo (no waza), de Judo Kodokan . Também faz parte das atuais 67 Projeções de Kodokan Judo. É classificado como uma técnica de anca, Koshi-waza.

## Descrição da técnica
No Koshi Guruma o atacante tenta forçar o oponente a dobrar-se um pouco e assim ser capaz de segurar o seu braço direito à volta da cabeça do oponente. Isto não é um problema contra oponentes mais pequenos. Durante este processo ele roda a sua coxa direita para dentro um pouco depois da coxa direita do oponente. As pernas seguem numa série de passos durante esta roda e na nova posição o atacante simplesmente se dobra um pouco, assim levantando o oponente do chão. O último passo é então rodar o corpo na direção do relógio como este movimento projeta o oponente ao chão. O atacante pode escolher seguir para a projeção e, se feita corretamente, posicionar-se diretamente em Kesa-gatame.

## História da técnica
Koshi Guruma tem sido uma projeção ensinada por tradicionalistas de Judo desde o Sensei Kano. Recentemente, em certos países como o Canadá, Koshi Guruma é mal visto por causa do potencial risco de uma lesão no pescoço. Ainda é ensinada a um nível de cinturão amarelo ou laranja, mas é banido em alguns torneios.

## Sistemas incluídos
Sistemas:
- Judo Kodokan

Listas:
- Técnicas do judo

## Técnicas semelhantes, variantes, e pseudónimos
Técnicas semelhantes:
- 1/2 projeção de anca: Uki-goshi
- 2/2 projeção de anca: O goshi
- 3/2 projeção de anca: Koshi guruma

Pseudónimos em inglês:
- Hip wheel: roda de anca